# Ostrobramska (zajezdnia autobusowa)
Zajezdnia „Ostrobramska“, właśc. Oddział Przewozów R-3 „Ostrobramska“ – zajezdnia autobusowa należąca do Miejskich Zakładów Autobusowych w Warszawie. Znajduje się przy ul. Ostrobramskiej 38 w dzielnicy Praga-Południe.

## Opis
Zajezdnia została oddana do użytku w lipcu 1969 roku.
14 lipca 2021 roku zajezdnia posiadała 382 autobusy. W nowym systemie organizacji taboru MZA specjalizuje się w pojazdach marki Solaris. W styczniu 2015 roku do zajezdni dotarło 10 pierwszych osiemnastometrowych Solbusów Solcity SM18 zasilanych skroplonym gazem LNG.
W 2020 roku dostarczono 50 elektrycznych autobusów Solaris Urbino 18 IV FL Electric z przetargu na 130 przegubowych autobusów elektrycznych. Na przełomie 2019 i 2020 roku zbudowano dla nich 50 stanowisk do ładowania.

## Tabor
| Numer taborowy                                                                             | Model                            | Ilość | Rok produkcji | Uwagi |  |
| ------------------------------------------------------------------------------------------ | -------------------------------- | ----- | ------------- | --- |  |
| 1000-1014                                                                                  | Solaris Urbino 10 III            | 15    | 2010          | 1015 aktualnie służy jako pojazd szkoleniowy                                                                              |  |
| 1520-1530                                                                                  | Solaris Urbino 12 III            | 11    | 2011          | |  |
| 1830, 1835, 1838, 1840, 1842-1843, 1845, 1848-1849, 1851, 1855, 1857-1859, 1862-1863, 1869 | Solaris Urbino 12 III            | 17    | 2008          | |  |
| 5900-5949                                                                                  | Solaris Urbino 18 IV FL Electric | 50    | 2020          | |  |
| 7301-7335                                                                                  | Solbus Solcity SM18 LNG          | 35    | 2014, 2015    | |  |
| 7700-7759                                                                                  | Solaris Urbino 18 IV FL CNG      | 60    | 2021          | |  |
| 7800-7890                                                                                  | Autosan Sancity 18LF LNG         | 91    | 2021-2023     | |  |
| 8396-8399                                                                                  | Solaris Urbino 18 III Hybrid     | 4     | 2011          | |  |
| 8561-8579                                                                                  | Solaris Urbino 18 III            | 19    | 2011          | |  |
| 8827-8830, 8832-8837, 8839, 8841-8842, 8844-8846, 8849-8855                                | Solaris Urbino 18 III            | 23    | 2008          | 8831 i 8847 przeniesiono na Kleszczową, skąd wykorzystywane są na linii MPP, 8840 aktualnie służy jako pojazd szkoleniowy |  |
| SUMA                                                                                       |                                  | 365   |               | |  |

Tabor w całości niskopodłogowy.
Stan wszystkich pojazdów na dzień 6 czerwca 2023 r.